# Citochineză

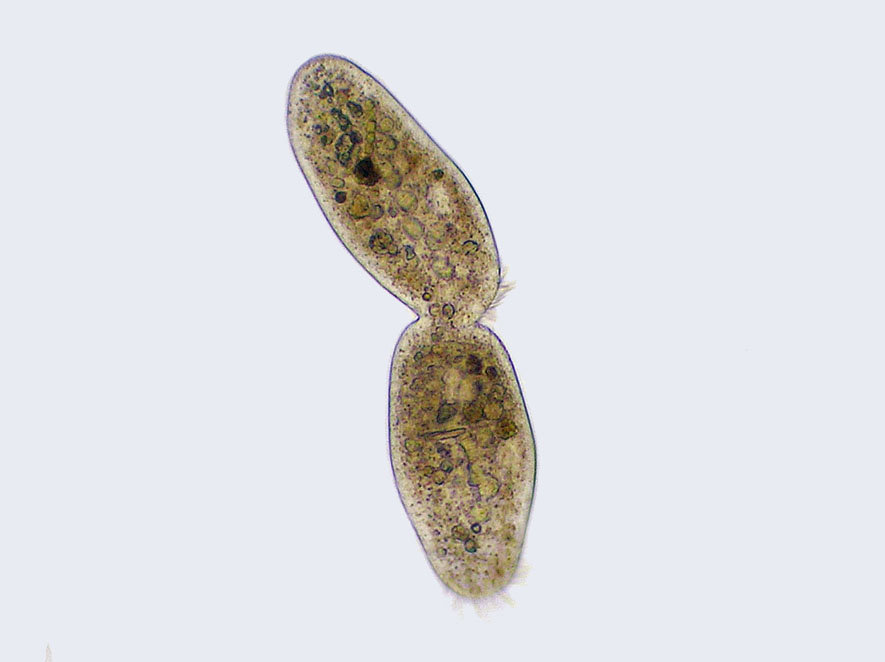
Organism ciliat în timpul citochinezei

Citochineza (similar citocineză) este un proces din cadrul ciclului celular în timpul căruia citoplasma unei singure celule eucariote este divizată pentru a forma cele două celule identice. De obicei, citochineza începe în stadiile timpurii ale mitozei și câteodată ale meiozei. 
Citochineza este un proces de separare a celor două celule provenite dintr-o cedlulă-mamă. Citochineza constituie totalitatea schimbărilor care au loc în plasmă în timpul diviziunii celulare.